# Nadszybie z wieżą szybu „Anna” w Nowej Rudzie
Nadszybie z wieżą szybu „Anna” w Nowej Rudzie – budynek z 1898 r. na terenie pola Piast byłej Kopalni Węgla Kamiennego Nowa Ruda. Razem z Muzeum Górnictwa, piecami szybowowymi i maszynownią szybu „Lech” stanowią relikty kopalni.

## Historia
Pierwsza wzmianka o górnictwie w Nowej Rudzie pochodzi z 1434 r. Początki kopalnictwa w Drogosławiu sięgają 1742 r., kiedy to Stillfriedowie, właściciele Nowej Rudy, założyli kopalnię Ruben, w której  wydobywano węgiel kamienny a następnie także łupek ogniotrwały. Eksploatację węgla rozpoczęto w 1781 r. W 1868 r. zgłębiono do poziomu pierwszego szyb Maxschacht, później Lech. Zastosowano wtedy, po raz pierwszy, dynamit z przybitką wodną. Od 1975 r. Lech stał się szybem wentylacyjnym.
Od roku 1945 kopalnia nosiła nazwę Nowa Ruda. W 1946 roku dołączono do niej kopalnie Przygórze i Jan. W 1954 roku obszar górniczy dawnej kopalni Jan został przekształcony w kopalnię Słupiec. Od 1971 roku kopalnie Nowa Ruda i Słupiec połączono w kopalnię Nowa Ruda w Słupcu. 
1 kwietnia 1992 roku kopalnia została postawiona w stan likwidacji. W 1994 roku na polu górniczym Piast powstało Muzeum Górnictwa, w późniejszym okresie przekształcone w Podziemną Trasę Turystyczną „Kopalnia Węgla Kamiennego w Nowej Rudzie”. 8 lutego 2000 roku zakończono wydobycie węgla w rejonie pola Słupiec.